# Alphonsea tsangyanensis
Alphonsea tsangyanensis P.T.Li – gatunek rośliny z rodziny flaszowcowatych (Annonaceae Juss.). Występuje naturalnie w Chinach – w południowej części prowincji Junnan. 

## Morfologia
PokrójZimozielone drzewo dorastające do 12 m wysokości. Gałęzie są owłosione.
LiścieMają podłużny kształt. Mierzą 6–16 cm długości oraz 2,5–4,5 szerokości. Nasada liścia jest klinowa lub rozwarta. Wierzchołek jest ogoniasty. Ogonek liściowy jest nagi i dorasta do 3–5 mm długości.
KwiatySą pojedyncze. Rozwijają się naprzeciwlegle do liści. Działki kielicha mają trójkątny kształt, są owłosione od wewnętrznej strony. Płatki mają owalnie trójkątny kształt. Są owłosione i rozwarte. Płatki wewnętrzne są mniejsze od zewnętrznych. Osiągają do 10 mm długości. Pręciki ułożone są w trzech okółkach. Kwiaty mają 4–5 owłosionych słupków o podłużnym kształcie. Podsadki mają owalny kształt.
OwoceZłożone. Są omszone i mają podłużny kształt. Osiągają 4 mm długości oraz 2,5 mm średnicy.

## Biologia i ekologia
Rośnie w lasach. Występuje na wysokości od 700 do 1500 m n.p.m. Kwitnie od kwietnia do czerwca, natomiast owoce pojawiają się od sierpnia do października.